# 호문쿨루스

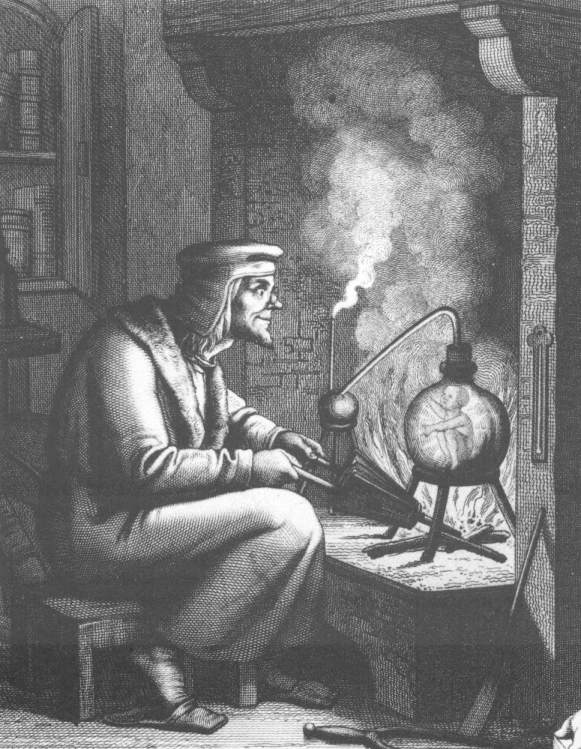
호문쿨루스를 만들어 내는 연금술사.

호문쿨루스 (라틴어:Homunculus: 플라스크 속 작은 인간이란 뜻)는 유럽의 연금술사가 만들어 내는 인조인간, 및 만들어 내는 기술이다.
제법은 르네상스기의 연금술사 파라켈수스의 저작 De Natura Rerum ('물의 본성에 대해')에 의하면, 증류기에 인간 정액을 넣어 (그것과 여러 종류의 허브와 대변도 넣는 설도 있다) 40일 밀폐해 부패 시키면, 투명하고 사람 형태를 한 비물질이 나타난다. 거기에 매일 인간 혈액을 주어 말의 태내와 같은 온도로 보온해, 40주 사이 보존하면 인간 아이를 만들 수 있다. 다만 체구는 인간의 그것에 비교하면 훨씬 작다고 한다.
호문쿨루스는 선천적으로 모든 지식을 몸에 걸치고 있다고 한다. 또 일설에 의하면 호문쿨루스는 플라스크 안에서 밖에 생존할 수 없다고 한다.
파라켈수스는 호문쿨루스의 생성에 성공했다고 여겨진다. 그러나, 그의 사후, 다시 성공한 사람은 없었다고 한다.
알레이스터 크롤리는 저작 '문차일드' 중에서 전술과 같은 인공 생명로서의 해석을 잘못이라고 주장하고 있다. 이는 그와의 교류에 의해서 그려진 서머싯 몸의 소설 '마술사'에 대한 반론의 의미가 강하다고 여겨지고 있다. 작중 제시되는 호문쿨루스의 제조법은 일반적인 것과는 달리, 아기의 체내에 영혼을 이끌어 넣어 창조하는 방법이다.
18 - 19세기의 독일 문인 요한 볼프강 폰 괴테는 자신이 낳은 희곡 '파우스트' 제2부 제2막 중에서 이 호문쿨루스를 소재로 채택하고 있다.
기독교에서는, 이 기술은 창조주인 신 YHWH의 영역에 인간이 발을 디디는 것으로서 두려워 하고 있다.

## 등장
- 신비아파트 고스트볼의 비밀 - 12화

## 같이 보기
- 고렘
- 인조인간
- 인공수정
- 생명윤리학